# Schlanders
Schlanders (tyskt uttal: [ˈʃlandɐs], italienska: Silandro [siˈlandro]) är en ort och kommun i provinsen Sydtyrolen i regionen Trentino-Sydtyrolen i norra Italien. Den är belägen cirka 50 kilometer väster om Bolzano. Kommunen har 6 358 invånare (2024), på en yta av 115,17 km². Enligt 2024 års folkräkning talar 93,54 % av befolkningen tyska, 6,42 % italienska och 0,04 % ladinska som modersmål.

## Orter
Orter (località) i kommunen Schlanders med fler än 20 invånare (inom parentes invånarantal 2021):

- Göflan/Covelano (559)
- Schlanders/Silandro (4 986)
- Vetzan/Vezzano (403)